# スーパー・マグナム
『スーパー・マグナム』 (Death Wish 3) は、1985年公開のアメリカ合衆国の映画作品。『狼よさらば』『ロサンゼルス』からの続編で本作から『バトルガンM‐16』『狼よさらば 地獄のリベンジャー』と続く『Death Wish』シリーズ全5作の3作目にあたる。
主演はチャールズ・ブロンソン、監督はマイケル・ウィナー、音楽はマイク・モーラン。元レッド・ツェッペリンのジミー・ペイジが、一部の曲でギターとギターシンセサイザーを演奏している。

## あらすじ
設計士ポール・カージーは、度重なる強盗被害で妻と娘を失って以降、犯罪者を自らの手で処刑する「自警団」として暗躍していた。旧友チャーリーに会うためニューヨークへ戻ったカージーは、チャーリーがギャングに殺害された事件で誤認逮捕されてしまう。街はフレイカー率いるギャング団が我が物顔で跋扈していたのだった。
カージーの過去を知る警察署長は、釈放を条件にギャング団の掃討を依頼する。チャーリーの復讐を望むカージーに断る理由は無く、マグナム弾を使用するウィルディ・ピストルを手にギャング団を始末していく。だが、報復によってアパートの隣人ロドリゲスの妻が強姦された末に死亡、カージーの恋人も殺害され、チャーリーの隣人ベネットは仕事場を放火された上に痛め付けられてしまう。フレイカーが呼び寄せたギャングの大軍に、カージーはロドリゲスと共にチャーリーが遺したブローニングM1919重機関銃を手に立ち向かう。その姿に触発され、警察署長自身も銃を手に立ち上がる。ギャング団に蹂躙されていた民間人たちも加わり、状況は市民対ギャングの全面戦争に発展する。

## 登場人物
ポール・カージー
演 - チャールズ・ブロンソン
設計士。妻と娘を強盗に殺された過去を持つ。チャーリーを殺害され、偶然、その場に居合わせたことで誤認逮捕されたことを機に事件に積極的に関わるようになる。
キャサリン・デイビス
演 - デボラ・ラフィン
弁護士。警察の不当逮捕に懸念を抱き、カージーにも人権を主張している。しかし、カージーと交際をするようになる。
シュライカー
演 - エド・ローター
74分署の署長。カージーの正体を知っており、このことから釈放の条件を理由に事件の解決をカージーに頼む。
ベネット
演 - マーティン・バルサム
チャーリーの旧友。退役軍人。街の情報をカージーに教える。
フレイカー
演 - ギャヴァン・オハーリー
ギャングのリーダー。街を蹂躙して恐怖に陥れている。チャーリーを殺害した人物であることからカージーに狙われる。
イーライ・カプロフ
演 - レオ・カーリビアン
チャーリーの隣人。ユダヤ系。
カプロフ夫人
演 - ハナ＝マリア・プラウダ
イーライの妻。
ロドリゲス
演 - ジョセフ・ゴンザレス
ヒスパニック系の男性。
チャーリー
演 - フランシス・ドレイク
カージーの朝鮮戦争時代の戦友。しかしフレイカーたちに殺害される。

## キャスト
| 役名                             | 俳優                     | 日本語吹替                                     | 日本語吹替                                        |
| 役名                             | 俳優                     | テレビ朝日版                                   | ブロードメディア・スタジオ版                      |
| -------------------------------- | ------------------------ | ---------------------------------------------- | ------------------------------------------------- |
| ポール・カージー                 | チャールズ・ブロンソン   | 大塚周夫                                       | 磯部勉                                            |
| キャサリン・デイビス弁護士       | デボラ・ラフィン         | 弥永和子                                       | 岸本百恵                                          |
| シュライカー署長                 | エド・ローター           | 仲木隆司                                       | 仲野裕                                            |
| ベネット                         | マーティン・バルサム     | 宮川洋一                                       | 飯塚昭三                                          |
| フレイカー（ギャングのリーダー） | ギャヴァン・オハーリー   | 堀勝之祐                                       | 黒田崇矢                                          |
| ギグラー                         | カーク・テイラー         | 二又一成                                       | 小林親弘                                          |
| ヘルモサ                         | アレックス・ウィンター   | 堀内賢雄                                       |                                                   |
| エンジェル                       | トニー・スピリダキス     | 石塚運昇                                       | 橘潤二                                            |
| キューバ人                       | リッコ・ロス             | 広瀬正志                                       |                                                   |
| ツーリオ                         | トニー・ブリッツ         | 稲葉実                                         |                                                   |
| ヘクター                         | デヴィッド・クリーン     | 大塚芳忠                                       |                                                   |
| チャコ                           | ネルソン・フェルナンデス | 鈴木勝美                                       |                                                   |
| ガルシア                         | トポ・グラヘダ           | 秋元羊介                                       |                                                   |
| ロドリゲス                       | ジョセフ・ゴンザレス     | 屋良有作                                       | 蜂須賀智隆                                        |
| チャーリー                       | フランシス・ドレイク     | 伊井篤史                                       |                                                   |
| イーライ・カプロフ               | レオ・カーリビアン       | 石森達幸                                       | 宮崎敦吉                                          |
| カプロフ夫人                     | ハナ＝マリア・プラウダ   | 前田敏子                                       | 井上祐子                                          |
| エミール                         | ジョン・ガブリエル       | 篠原大作                                       |                                                   |
| マルタ                           | ミルドレッド・シェイ     | 牧章子                                         |                                                   |
| マリア                           | マリーナ・サーティス     | 長島涼子                                       |                                                   |
| スターンズ警部補                 | マニング・レッドウッド   | 筈見純                                         |                                                   |
| ナレーション                     | N/A                      | 小林清志                                       | N/A                                               |
| その他                           | N/A                      | 星野充昭 鈴木祐子 色川京子 田原アルノ 片岡富枝 | 橋本結 上別府仁資 稲垣拓哉 中村和正 景山海斗 美々 |
| 日本語版スタッフ                 |                          |                                                |                                                   |
| 演出                             | 演出                     | 水本完                                         | 飯村靖夫                                          |
| 翻訳                             | 翻訳                     | 平田勝茂                                       | 平田勝茂                                          |
| 調整                             | 調整                     | 時田紀一                                       | 並木晃                                            |
| 効果                             | 効果                     | 南部満治 大橋勝次 河合直                       | 桜井俊哉                                          |
| 制作                             | 制作                     | ザック・プロモーション                         | ブロードメディア・スタジオ                        |
| 解説                             | 解説                     | 淀川長治                                       | N/A                                               |
| 初回放送                         | 初回放送                 | 1988年7月10日 『日曜洋画劇場』                 | 2016年2月12日 BSジャパン 『シネマスペシャル』     |

- 2018年8月2日発売の「ブロンソン没後15年特別版BD」には、テレビ朝日版の吹替が収録（ノーカット）。
- ブロードメディア・スタジオ版は配給のブロードメディア・スタジオがテレビ局への販売用に自前で新録を行ったもので、テレビ朝日版の吹替放送素材が消失していたため2016年2月12日にテレビ初放送された[1][2]。
- 字幕翻訳 - 額田やえ子